# サイキックラバー
サイキックラバー（PSYCHIC LOVER）は、ボーカル：YOFFY、ギター：IMAJOからなる日本のロック・アニメ・特撮ソングユニット。キャッチコピーは「アニソン界の日本代表ロックユニット」。
所属は2013年までラムズ、2013年から2015年9月までバーチェストン、2015年9月から2018年10月30日までYOFFYが代表を務める音楽制作会社フィアレス、
2018年11月1日からブライトイデア。
2018年2月17日にデビュー15周年を迎えてオフィシャルファンクラブ「PSYCHIC MANIA(サイキック マニア)」を設立。

## 来歴
- YOFFYを中心に5人編成のバンドとして結成後、メンバーチェンジを繰り返し、IMAJOが加入[6]。
- 2001年、YOFFYとIMAJOのデュオとして再スタートする[7]。後に自主制作曲「JUMP!」「とんでもねぇヤツらがやって来た！」「WINTER SONG」がEDテーマとしてオンエアされた『アニぱら音楽館』へのレギュラー出演がきっかけで、アニメソング界に進出することになる。
- 2003年、シングル「TRAMSFORMER-Dream Again」「Never Ending Road」で、メジャーデビューした[7]。
- 2004年、「特捜戦隊デカレンジャー」は10万枚を突破する大ヒットを記録[8]。
- 2009年、「侍戦隊シンケンジャー」はオリコンウィークリーチャートで6位を獲得[9]、「レコチョクアワード年間最優秀賞2009」アニメ/ゲーム・うた部門（サイト別年間ランキング）にて1位を記録した[10]。

## メンバー
YOFFY（ヨッフィー、1972年10月11日 - ボーカル）
本名：和田 よしゆき（わだ よしゆき）・長野県長野市出身
別名：彩木蔵葉、斎木蔵葉
IMAJO（いまじょう、1977年1月18日 - ） - ギター
本名：今城 龍寛（いまじょう たつひろ）・神奈川県横浜市出身
別名：JOE（ジョー）
奥井雅美、中川翔子のサポートギターも務める。

## 使用楽器
- キラーギターズ IMAJOモデル[17] SCARY改（仮名）[18] - メイン
- キラーギターズ IMAJOモデル（プロトタイプ）[17]
- ギブソン・J-200[17]
- マーティン バックパッカー[17]

## 作品

### シングル
| 発売日         | タイトル                                                   | 規格品番                                          | レーベル                                 | 備考                                                                                              |
| -------------- | ---------------------------------------------------------- | ------------------------------------------------- | ---------------------------------------- | ------------------------------------------------------------------------------------------------- |
| 2003年2月1日   | TRANSFORMER -Dream Again-                                  | COCD-2090                                         | コロムビアミュージックエンタテインメント |                                                                                                   |
| 2003年2月1日   | Never Ending Road                                          | COCD-2091                                         | コロムビアミュージックエンタテインメント |                                                                                                   |
| 2003年3月29日  | TRANSFORMER -Dream Again-／Never Ending Road               | COCD-2102                                         | コロムビアミュージックエンタテインメント |                                                                                                   |
| 2003年7月23日  | Transformers 〜鋼鉄の勇気〜／Don't Give Up!!               | COCD-2111                                         | コロムビアミュージックエンタテインメント | 高取ヒデアキとのスプリット・シングル                                                              |
| 2003年7月30日  | いつも手の中に                                             | COCD-15504                                        | コロムビアミュージックエンタテインメント | Mr.ハイジマとのスプリット・シングル                                                               |
| 2004年3月3日   | 特捜戦隊デカレンジャー／ミッドナイト デカレンジャー        | COCD-15635                                        | コロムビアミュージックエンタテインメント | ささきいさおとのスプリット・シングル                                                              |
| 2004年11月17日 | 明日への闘志／TAKE MY SOUL FOREVER                         | PCCR-90013                                        | ポニーキャニオン                         | Marina del rayとのスプリット・シングル                                                            |
| 2005年6月1日   | いざ行け！ビートル／I Believe                              | COCC-15765                                        | コロムビアミュージックエンタテインメント |                                                                                                   |
| 2005年12月21日 | GAIKING                                                    | COCC-15827                                        | コロムビアミュージックエンタテインメント |                                                                                                   |
| 2006年3月8日   | 轟轟戦隊ボウケンジャー／冒険者 ON THE ROAD                 | COCC-15845                                        | コロムビアミュージックエンタテインメント | NoBとのスプリット・シングル                                                                       |
| 2006年5月24日  | XTC                                                        | COCC-15889                                        | コロムビアミュージックエンタテインメント |                                                                                                   |
| 2006年7月19日  | Oh! my god                                                 | COCC-15915                                        | コロムビアミュージックエンタテインメント | 串田アキラとのスプリット・シングル                                                                |
| 2007年5月23日  | ナンバーワン・バトルブローラーズ                           | COCC-15981                                        | コロムビアミュージックエンタテインメント |                                                                                                   |
| 2007年11月21日 | Precious Time, Glory Days                                  | COCC-16037                                        | コロムビアミュージックエンタテインメント |                                                                                                   |
| 2007年11月21日 | ブッちぎり∞ジェネレーション                                | COCC-16040                                        | コロムビアミュージックエンタテインメント |                                                                                                   |
| 2008年12月17日 | LOST IN SPACE                                              | COCC-16213                                        | コロムビアミュージックエンタテインメント |                                                                                                   |
| 2009年3月18日  | 侍戦隊シンケンジャー／四六時夢中シンケンジャー             | COCC-16237                                        | コロムビアミュージックエンタテインメント | 高取ヒデアキとのスプリット・シングル                                                              |
| 2010年5月19日  | 超！最強！ウォーリアーズ                                   | COCC-16373                                        | コロムビアミュージックエンタテインメント |                                                                                                   |
| 2011年5月27日  | Rewrite                                                    | KSLA-0069                                         | Key Sounds Label                         |                                                                                                   |
| 2012年2月29日  | タギルチカラ！                                             | COCC-16541                                        | 日本コロムビア                           | 岩崎貴文とのスプリット・シングル                                                                  |
| 2013年2月20日  | Vanguard Fight                                             | PCCG-90093（初回生産限定盤） PCCG-90094（通常盤） | 響ミュージック                           |                                                                                                   |
| 2013年12月18日 | Break your spell                                           | PCCG-90111                                        | 響ミュージック                           |                                                                                                   |
| 2014年6月18日  | ギガントシューターだっちゅーの！／キミが一番つたえたいもの | HKMM-0012                                         | 響ミュージック                           | Gigant Girlsとのスプリット・シングル                                                              |
| 2017年4月19日  | →Next Generation                                           | BRMM-10063                                        | ブシロードミュージック                   |                                                                                                   |
| 2018年2月28日  | Ψレントプリズナー                                          | COCC-17427                                        | 日本コロムビア                           | 斉木ックラバー名義 feat. 斉木楠雄（CV：神谷浩史）、燃堂力（CV：小野大輔）、海藤瞬（CV：島﨑信長） |
| 2018年5月30日  | Duet♡してくだΨ                                             | COCC-17457                                        | 日本コロムビア                           | 斉木ックラバー名義 feat. 斉木楠雄(CV:神谷浩史)、照橋心美(CV:茅野愛衣)、相卜命(CV:喜多村英梨)      |

### 配信限定シングル
| 発売日        | タイトル                  | レーベル               |
| ------------- | ------------------------- | ---------------------- |
| 2019年12月5日 | ZERO                      | ブシロードミュージック |
| 2023年10月1日 | TRANSFORMERS-Earthspark!! | 日本コロムビア         |

### アルバム
| 枚  | 発売日         | タイトル                                                                               | 規格品番     | レーベル                                 |
| --- | -------------- | -------------------------------------------------------------------------------------- | ------------ | ---------------------------------------- |
| 1st | 2006年6月21日  | PSYCHIC LOVER                                                                          | COCX-33758   | コロムビアミュージックエンタテインメント |
| 2nd | 2009年9月2日   | PSYCHIC LOVER II                                                                       | COCX-35742   | コロムビアミュージックエンタテインメント |
| 3rd | 2010年6月23日  | PSYCHIC LOVER III -WORKS-                                                              | COZX-441/2   | コロムビアミュージックエンタテインメント |
| 4th | 2012年12月12日 | Psychic Lover IV -BEST-                                                                | COCX-37664   | 日本コロムビア                           |
| 5th | 2014年6月18日  | RAISE YOUR HANDS!!                                                                     | HKMM-0011    | 響ミュージック                           |
| 6th | 2015年10月7日  | 特捜戦隊デカレンジャー 10 YEARS AFTER 特捜サウンドファイル サイキックラバー style 2015 | COCX-39250   | 日本コロムビア                           |
| 7th | 2018年11月21日 | PSYCHICLOVER 15th Anniversary BEST~PSYCHIC MANIA~                                      | COCX-40596-7 | 日本コロムビア                           |
| 8th | 2018年11月21日 | PSYCHICLOVER 15th Anniversary Re-recording Tracks ～CRUSH & BUILD～                    | COCX-40598   | 日本コロムビア                           |

### タイアップ
| 楽曲                                          | タイアップ                                                                              | 時期   |
| --------------------------------------------- | --------------------------------------------------------------------------------------- | ------ |
| TRANSFORMER -Dream Again-                     | テレビアニメ『超ロボット生命体トランスフォーマー マイクロン伝説』オープニングテーマ     | 2003年 |
| 胸いっぱいの…                                 | テレビアニメ『超ロボット生命体トランスフォーマー マイクロン伝説』イメージソング         | 2003年 |
| Never Ending Road                             | テレビアニメ『超ロボット生命体トランスフォーマー マイクロン伝説』エンディングテーマ     | 2003年 |
| NO NAME HEROES                                | テレビアニメ『超ロボット生命体トランスフォーマー マイクロン伝説』イメージソング         | 2003年 |
| Don't Give Up!!                               | テレビアニメ『超ロボット生命体トランスフォーマー マイクロン伝説』後期エンディングテーマ | 2003年 |
| いつも手の中に                                | テレビアニメ『住めば都のコスモス荘 すっとこ大戦ドッコイダー』オープニングテーマ         | 2003年 |
| 特捜戦隊デカレンジャー                        | テレビドラマ『特捜戦隊デカレンジャー』オープニングテーマ                                | 2004年 |
| デカレンジャーアクション                      | テレビドラマ『特捜戦隊デカレンジャー』挿入歌                                            | 2004年 |
| SWAT ON デカレンジャー                        | テレビドラマ『特捜戦隊デカレンジャー』挿入歌                                            | 2004年 |
| TAKE MY SOUL FOREVER                          | テレビアニメ『リングにかけろ1』エンディングテーマ                                       | 2004年 |
| いざ行け！ビートル                            | 映画『兜王ビートル』オープニングテーマ                                                  | 2005年 |
| I Believe                                     | 映画『兜王ビートル』エンディングテーマ                                                  | 2005年 |
| シャイニング マジック マジシャイン            | テレビドラマ『魔法戦隊マジレンジャー』挿入歌                                            | 2005年 |
| GAIKING                                       | テレビアニメ『ガイキング LEGEND OF DAIKU-MARYU』オープニングテーマ                      | 2005年 |
| ガイ・ガイ・ガイキング！                      | テレビアニメ『ガイキング LEGEND OF DAIKU-MARYU』イメージソング                          | 2005年 |
| NO WAY OUT!                                   | PS2ゲーム『DUEL SAVIOR DESTINY』オープニングテーマ                                      | 2005年 |
| 冒険王ビィト！                                | テレビアニメ『冒険王ビィト』挿入歌                                                      | 2005年 |
| 冒険者 ON THE ROAD                            | テレビドラマ『轟轟戦隊ボウケンジャー』エンディングテーマ                                | 2006年 |
| XTC                                           | テレビアニメ『ウィッチブレイド』オープニングテーマ                                      | 2006年 |
| 鼓動 〜get closer〜                           | テレビアニメ『ウィッチブレイド』挿入歌                                                  | 2006年 |
| Oh! my god                                    | テレビアニメ『ガイキング LEGEND OF DAIKU-MARYU』新エンディングテーマ                    | 2006年 |
| ナンバーワン・バトルブローラーズ              | テレビアニメ『爆丸バトルブローラーズ』オープニングテーマ                                | 2007年 |
| WONDER REVOLUTION                             | テレビアニメ『爆丸バトルプローラーズ』挿入歌                                            | 2007年 |
| Precious Time, Glory Days                     | テレビアニメ『遊☆戯☆王デュエルモンスターズGX』4thオープニングテーマ                     | 2007年 |
| ブッちぎり∞ジェネレーション                   | テレビアニメ『爆丸バトルブローラーズ』後期オープニングテーマ                            | 2007年 |
| IT'S YOUR SONG                                | ラジオ大阪『サイキックラバーのFw:アニカンRADIO』オープニングテーマ                      | 2008年 |
| LOST IN SPACE                                 | テレビアニメ『タイタニア』エンディングテーマ                                            | 2008年 |
| Blaze Out!                                    | DSゲーム『ブレイザードライブ』主題歌                                                    | 2008年 |
| 侍戦隊シンケンジャー                          | テレビドラマ『侍戦隊シンケンジャー』オープニングテーマ                                  | 2009年 |
| 超！最強！ウォーリアーズ                      | テレビアニメ『爆丸バトルブローラーズ ニューヴェストロイア』オープニングテーマ           | 2010年 |
| Beginning of Love                             | Webラジオ『サイキックラバーのアニソンRADIO』エンディングテーマ                          | 2010年 |
| スーパーゴセイジャー                          | テレビドラマ『天装戦隊ゴセイジャー』挿入歌                                              | 2010年 |
| Rewrite                                       | PCゲーム『Rewrite』2ndオープニングテーマ                                                | 2011年 |
| 海賊合体! ゴーカイオー                        | テレビドラマ『海賊戦隊ゴーカイジャー』挿入歌                                            | 2011年 |
| タギルチカラ!                                 | テレビアニメ『デジモンクロスウォーズ～時を駆ける少年ハンターたち～』挿入歌              | 2011年 |
| Vanguard Fight                                | テレビアニメ『カードファイト!! ヴァンガード リンクジョーカー編』オープニングテーマ      | 2013年 |
| キョウリュウゴールド! いざ!!                  | テレビドラマ『獣電戦隊キョウリュウジャー』挿入歌                                        | 2013年 |
| Break your spell                              | テレビアニメ『カードファイト!! ヴァンガード リンクジョーカー編』第3期オープニングテーマ | 2013年 |
| ギガントシューターだっちゅーの！              | テレビアニメ『超爆裂異次元メンコバトル ギガントシューター つかさ』オープニングテーマ    | 2014年 |
| Jumpin' to the space                          | PS3/PS Vitaゲーム『スーパーヒーロージェネレーション』主題歌                             | 2014年 |
| セイ・ザ・キュウレンジャー〜宇宙をとりもどせ! | テレビドラマ『宇宙戦隊キュウレンジャー』挿入歌                                          | 2017年 |
| →Next Generation                              | テレビアニメ『カードファイト!! ヴァンガードG NEXT』オープニング主題歌                   | 2017年 |
| Searching for Truth                           | テレビドラマ『快盗戦隊ルパンレンジャーVS警察戦隊パトレンジャー』挿入歌                  | 2018年 |
| Ψレントプリズナー                             | テレビアニメ『斉木楠雄のΨ難』第2期オープニング                                          | 2018年 |
| Duet♡してくだΨ                                | テレビアニメ『斉木楠雄のΨ難』第2期エンディングテーマ                                    | 2018年 |
| キラメイ☆ACTION!!                             | テレビドラマ『魔進戦隊キラメイジャー』挿入歌                                            | 2020年 |
| コンビネイション！ブルマジーン                | テレビドラマ『機界戦隊ゼンカイジャー』挿入歌                                            | 2021年 |
| SUBLIMINAL I LOVE YOU                         | テレビ朝日『完売劇場』テーマソング                                                      | 不明   |
| ALWAYS                                        | テレビ朝日『セレクションX』テーマソング                                                 | 不明   |
| WINTER SONG                                   | キッズステーション『アニぱら音楽館』                                                    | 不明   |

### コンピレーション
- GO! GO! TODAY! / 福井裕佳梨 with サイキックラバー　(2003年1月21日 / アンダーグラウンド・リベレーション・フォース）
- Voices(『みすてぃっく放送部』オープニングテーマ)　(2003年5月27日 / アンダーグラウンド・リベレーション・フォース）
  1. 　Voices / 野川さくら、釘宮理恵、徳永愛、福井裕佳梨、新谷良子、名塚佳織
    - 作詞：MIDIはらふじ / 作曲：YOFFY / 編曲：YOFFY

  2. 　Voices G-BULL style [virginity] / 野川さくら、釘宮理恵、徳永愛、福井裕佳梨、新谷良子、名塚佳織
    - 作詞：MIDIはらふじ / 作曲：YOFFY / REMIX：G-BULL

  3. 　Voices PSYCHIC LOVER style [HARD & HEAVY DEATH] / サイキックラバー
    - 作詞：MIDIはらふじ / 作曲：YOFFY / 編曲：YOFFY, Macin'桑田
- 風立ちぬ(『みすてぃっく放送部』エンディングテーマ)　(2003年9月27日 / アンダーグラウンド・リベレーション・フォース）
- スーパー戦隊魂2004 LIVE　(2005年1月19日 / 日本コロムビア）
- アニぱら音楽館テーマソング集CD / 影山ヒロノブ、遠藤正明、サイキックラバー、近江知永、下川みくに　(2007年3月7日 / ランティス）
  1. Go! Go! Paradise!! 〜自分革命〜
  2. Ticket to the Paradise
  3. 宇宙は僕らを待っている
- Generation-A　(2007年6月20日 / ジェネオン エンタテインメント）
  1. Generation-A
  2. Generation-A(instrumental.)
  3. Generation-A(inst女性Vocalのみversion)
  4. Generation-A(inst男性Vocalのみversion)
- Yells 〜It's a beautiful life〜　(2008年7月23日 / evolution）
  1. Yells 〜It's a beautiful life〜
  2. Yells 〜It's a beautiful life〜 (女性 Only Vocal Version)
  3. Yells 〜It's a beautiful life〜 (男性 Only Vocal Version)
  4. Yells 〜It's a beautiful life〜 (Instrumental)
- RE:BRIDGE〜Return to oneself〜　(2009年6月24日 / Independent Label Council Japan）
- 情熱 〜We are Brothers〜 / Hero Music All Stars  / 　(2012年4月25日 / エイベックス・エンタテインメント）
- Card of the Future / サイキックラバー×Suara　(2014年2月19日 / 響ミュージック）
  - 　(TVアニメ『フューチャーカード バディファイト』OP)
- V-ROAD  / BUSHI★7(DAIGO、YOFFY(サイキックラバー)、IMAJO(サイキックラバー)、Suara、橘田いずみ、三森すずこ、森嶋秀太)　(2014年4月23日 / 響ミュージック
  - 　(TVアニメ『カードファイト!! ヴァンガード レギオンメイト編』OP)　）

### DVD
- サイキックラバー LIVE 2007 Shibuya-Mutation　(2008年1月30日 / COCB-4704 / コロムビアミュージックエンタテインメント）
- サイキックラバー LIVE 2009 -LET'S TRY TOGETHER　(2010年6月23日 / COZX-441-2 / コロムビアミュージックエンタテインメント）
- サイキックラバー LIVE 2014 BRAVE THE STORM　(2014年9月17日 / COBC-6662 / 日本コロムビア）

### DVD (コンピレーション)
- スーパー戦隊“魂”2004 LIVE (販売元:日本コロムビア 発売日:2005/03/23)
- 兜王ビートル（映画） (販売元:エイベックス・ピクチャーズ 発売日:2006/01/25)
  - オープニングテーマ「いざ行け！ビートル」、エンディングテーマ「I Believe」をサイキックラバーが担当。YOFFY&IMAJOの出演シーンあり！
- 陸の界賊（舞台）(販売元: エイベックス・マーケティング・コミュニケーションズ 発売日:2006/10/4) 
  - 2006年6月25〜27日に新宿のスペシャル・ゼロにて上演された、舞台&ライヴステージの模様。テーマソング：「JUMP!」サイキックラバー
- スーパー戦隊“魂”II (販売元:日本コロムビア 発売日:2007/01/24)
- 「アニぱら音楽館 EXTREME LIVE」 (販売元: AVEX GROUP HOLDINGS 発売日:2007/08/22)
- RAMS LIVE FESTIVAL 2007 DVD  (販売元: 株式会社ラムズ 発売日:2008/03/12)
- スーパーヒーローミュージックスタジオ ZERO (販売元:TOEI COMPANY 発売日:2011/05/21)
- スーパーヒーローミュージックスタジオ FIRST (販売元:TOEI COMPANY 発売日:2011/07/21)
- スーパーヒーローミュージックスタジオ SECOND (販売元:TOEI COMPANY 発売日:2011/09/21)
- スーパーヒーローミュージックスタジオ THIRD（販売元:TOEI COMPANY 発売日:2011/11/21）
- 仮面ライダー生誕40周年×スーパー戦隊シリーズ35作品記念 40×35 感謝祭 Anniversary LIVE & SHOW (販売元:TOEI COMPANY 発売日:2012/04/21)
- 超英雄祭 KAMEN RIDER × SUPER SENTAI LIVE & SHOW 2014 (販売元:TOEI COMPANY 発売日:2014/04/18)

- Animelo Summer Live 2007 Generation-A
- Animelo Summer Live 2008 -Challenge- 8.31
- Animelo Summer Live 2009 RE:BRIDGE 8.23
- Animelo Summer Live 2010 -evolution- 8.29
- Animelo Summer Live 2013 -FLAG NINE-8.24

## 楽曲提供・プロデュース

### YOFFY
- あきらめないで / 坂本英三（「メタル一直線」収録曲）作詞、作曲:YOFFY / 発売年:2000
- ゴー!ゴー!TODAY / 福井裕佳梨 with サイキックラバー（SINGLE「ゴー!ゴー!TODAY」収録曲）作詞、作曲:YOFFY / 発売日:2003年1月21日
- 宇チューに夢チュー / 福井裕佳梨 with サイキックラバー（SINGLE「ゴー!ゴー!TODAY」収録曲）作詞、作曲:YOFFY / 発売年:2003
- Catch Yourself / 野川さくら (みすてぃっく放送部 キャラクターソング集) / 作曲:YOFFY / 発売年:2003
- Equal Fragments / 新谷良子 (みすてぃっく放送部 キャラクターソング集) / 作曲:YOFFY / 発売年:2003
- 無敵のSummer Days! / 徳永愛 (みすてぃっく放送部 キャラクターソング集) / 作曲:YOFFY / 発売年:2003
- White Breath / 遠藤正明（「CHAKURIKU!!」収録曲）作詞:遠藤正明・影山ヒロノブ / 作曲:YOFFY / 編曲:須藤賢一 / 発売年:2003
- Going / 遠藤正明（「CHAKURIKU!!」収録曲）作詞、作曲:YOFFY / 編曲:河野陽吾 / 発売年:2003
- プリキュアテンション BING BING BANG BANG! / 五條真由美（「ふたりはプリキュア ボーカルアルバム2 VOCAL RAINBOW STORM!! 」収録曲）作詞、作曲:YOFFY / 発売年:2004
- A Song From Land Of Fate / 黒岩奈々（PS2「デュエルセイヴァー デスティニー」ED）作詞:黒岩奈々 / 作曲:YOFFY / 発売年:2005
- 最高のプレシャス / 明石暁（高橋光臣）（「轟轟戦隊ボウケンジャー 全曲集」収録曲）作詞、作曲:YOFFY / 発売年:2006
- My Dear Love / 酒井香奈子（SINGLE「そよかぜらいふ」収録曲）作詞:酒井香奈子 / 作曲:YOFFY / 発売年:2006
- Pray For Happiness / 野川さくら・宮崎羽衣・YOFFY & IMAJO（PSYCHIC LOVER）酒井香奈子・井ノ上奈々・近江知永・庄司裕衣・阿部玲子・三好麻美・山村響（ラムズアーティストLiveテーマソングCD）作詞:山村響、近江知永 / 作曲:YOFFY / 発売年:2007
- 桃源郷（ユートピア） / ケガレシア（及川奈央）（「炎神戦隊ゴーオンジャー サウンドグランプリ」収録曲）作詞:マイクスギヤマ / 作曲:YOFFY / 発売年:2008
- 呪文降臨〜マジカル・フォース / Sister MAYO（魔法戦隊マジレンジャー収録曲）
- Burst / 徳永愛（Flame収録曲） / 作曲:YOFFY
- −ing〈進行形〉のLove / 徳永愛（Flame収録曲） / 作曲:YOFFY
- Carry out revolution / 徳永愛（Flame収録曲） / 作曲:YOFFY
- Heavenly Star / 徳永愛（Flame収録曲） / 作曲:YOFFY
- DESTINY−永遠のきずな− / 徳永愛（Flame収録曲） / 作曲:YOFFY
- Scarlet / 徳永愛（Scarlet収録曲） / 作曲:YOFFY
- JELLYFISH / 徳永愛（Scarlet収録曲） / 作曲:YOFFY
- POWER OF WORDS / 徳永愛（Scarlet収録曲） / 作曲:YOFFY
- 小さくI LOVE YOU / 野川さくら（野川さくら SUPER BEST 〜さくらのうた〜収録曲）
- 夢の扉-Dream Gate- / プリマベーラ / 作詞、作曲:YOFFY
- 天装戦隊ゴセイジャー / NoB / 作曲:YOFFY
- Overwrite! / 米倉千尋（Departure収録曲） / 作曲:YOFFY
- BREAKING! / 遠藤正明&AiRI（電激ストライカー挿入歌）　※彩木蔵葉名義
- Believe in You / 佐藤ひろ美（カミカゼ☆エクスプローラー!ED）　※彩木蔵葉名義
- happy shinin’days / nao（PCゲーム「ダイヤミック・デイズ」ED）　※彩木蔵葉名義
- 乙女Rising／作詞:斎木蔵葉　作曲・編曲:清水永之　歌:長宗我部モトチカ（井上麻里奈）『CR戦国乙女2』　※斎木蔵葉名義
- トキメキ一途～CHERRY MY LOVE / 作詞:斎木蔵葉 / 作曲、編曲:清水永之 / 歌:今川ヨシモト（山本麻里安）『CR戦国乙女2』　※斎木蔵葉名義
- 茜さす契り / 作詞：斎木蔵葉 / 作曲:斉藤悠弥 / 編曲:斉藤悠弥・田中俊裕 / 歌：毛利モトナリ（能登麻美子）『CR戦国乙女2』　※斎木蔵葉名義
- きりひらけ! グレイシー☆スター / nao / PS3ゲーム「超次元ゲイム ネプテューヌmk2」OP（「prismatic infinity carat.」 / nao 収録曲） / 作曲:YOFFY
- スマイルエール / 工藤真由・池田彩（「スイートプリキュア♪ ボーカルアルバム」収録曲） / 作曲:YOFFY
- ララルー ♪OYFUL（ジョイフル） / 工藤真由（「スイートプリキュア♪ ボーカルアルバム」収録曲）
- Level 1 / ベイビーレイズ 作詞:IQ KANAGAWA / 作曲:YOFFY / 編曲:大石憲一郎
- Rainbow Rising！ / ANIXILE(影山ヒロノブ、遠藤正明、サイキックラバー、ELISA)（キッズステーション「アニぱら音楽館」ED）
- ENDLESS WAY / DelightStyle（WEBゲーム「WEBナイトカーニバル！」イメージソング）作詞、作曲、編曲:YOFFY
- セイシュン桜花 / DelightStyle（PSPゲーム「桜花センゴク」OP）作詞、作曲:YOFFY / 編曲:大石憲一郎
- Piece of My Heart / DelightStyle（PSPゲーム「桜花センゴク」ED）作詞、作曲:YOFFY / 編曲:大石憲一郎
- 愛☆Promise / DelightStyle（PCゲーム「四畳半プリンセス」OP）[※彩木蔵葉名義]　作詞、作曲、編曲:彩木蔵葉
- pretty please chocolate on top / 中川翔子（「Big☆Bang!!!」収録曲）作詞:meg rock / 作曲:YOFFY / 編曲:大石憲一郎
- shortcake adventure / 中川翔子（「cosmic inflation」収録曲）作詞:meg rock / 作曲:YOFFY / 編曲:大石憲一郎
- souffle secret / 中川翔子（「しょこたん☆べすと--(°∀°)--!!」収録曲）作詞:meg rock / 作曲:YOFFY / 編曲:大石憲一郎
- millefeuille nights / 中川翔子（TVアニメ「LINE TOWN」ED）作詞:meg rock / 作曲:YOFFY / 編曲:大石憲一郎
- Heading For Tomorrow / Zwei （Xbox 360専用ソフト「怒首領蜂最大往生」エンディングテーマ）作詞、作曲、Guitar:YOFFY / 発売年:2013
- きりひらけ!ロープレ☆スターガール / nao / PS Vitaゲーム『超次次元ゲイム ネプテューヌRe;Birth2 SISTERS GENERATION』OP主題歌）発売年:2014
- chocolat chaud / 中川翔子（「9lives」収録曲）作詞:meg rock / 作曲:YOFFY / 編曲:大石憲一郎
- Beyond the limits / 高橋秀幸（TVアニメ「フューチャーカード バディファイト100」OP）作詞:藤林聖子 / 作曲:YOFFY / 編曲:大石憲一郎
- きらりんロボのテーマ / 諸星きらり（松嵜麗） / アイドルマスター シンデレラガールズ劇場 TV第11話 主題歌（「THE IDOLM@STER CINDERELLA GIRLS LITTLE STARS! SUN♡FLOWER」収録曲）作詞、作曲、編曲:YOFFY / 発売年:2017
- Eternal Glow / 上間江望（ゲーム「スターメロディー ユメミドリーマー」OP）作詞、作曲:YOFFY / 発売年:2021

### IMAJO
- 夢 Dream／和田慎太郎（「天装戦隊ゴセイジャー」収録曲）
- 十字架に捧ぐ七重奏／彩音
- DEAD or ALIVE／今井麻美、原由実、沼倉愛美（『THE IDOLM@STER STATION!!! FIRST TRAVEL』収録曲）
- Happy-Go-Lucky☆／石田燿子（『Another Sky』収録曲）
- DEAD or ALIVE／奥井雅美（『Self Satisfaction II』収録曲）
- 十五の頃と／鈴木美潮
- 銀色の風に吹かれて／高丘映士（出合正幸）
- 斗え!シンケンジャー／高取ヒデアキ（「侍戦隊シンケンジャー/四六時夢中シンケンジャー 完全限定生産盤」収録曲）
- Brilliant Tomorrow／徳永愛（『Scarlet』収録曲）
- ブラッディーフライデーナイトメア／ナイ&メア（ホラン千秋、北神朋美）
- お茶犬★ロック／堀江美都子（「お茶犬☆ロック」収録曲）
- 目撃者〜My dear荒野に咲く花のように〜／宮崎羽衣（『三国カオス』テーマソング）
- はんなり めっちゃ武士道ガール／森田涼花（『侍戦隊シンケンジャー全曲集(完)秘伝音盤 歌の天下統一』収録曲）
- Lunatic Show／星輝子（松田颯水）、白坂小梅（桜咲千依）（『アイドルマスターシンデレラガールズ 7 346Pro IDOL Selection vol.4』収録曲）
- Jet to the Future／多田李衣菜（青木瑠璃子）、木村夏樹（安野希世乃）（『THE IDOLM@STER CINDERELLA GIRLS STARLIGHT MASTER 10 Jet to the Future』収録曲）
- 聖炎の女神／四条貴音（原由実）、秋月律子（若林直美）（『THE IDOLM@STER MASTER PRIMAL ROCKIN' RED』収録曲）

## 出演

### ラジオ
- サイキックラバーのアニカンRADIO（2005年4月22日 - 2008年3月28日）
- サイキックラバーのポンバシを斬る！（「妄想ポンバシ系」内）（2007年7月 - 2007年9月）
- サイキックラバーのポンバシにかける橋（2007年10月1日 - ？）
- Fw:アニカンRADIO（2008年4月5日 - 2010年4月5日）
- サイキックラバーのアニソンRADIO（2010年4月12日 - 2011年6月27日）
- Satueday Maniac Radio/サタマニ♪（レインボータウンエフエム放送、YOFFYのみ、2012年4月7日 - 2013年3月）[19]
- サイキックラバーのROCK ON!（HiBiKi Radio Station、2013年2月5日 - 3月5日、2013年11月12日 - 12月）[20]

### テレビ
- アニぱら音楽館（レギュラーメンバーとして：2001年10月 - 2014年1月、レギュラーバンドメンバーとして（IMAJO）：2001年10月 - 2017年12月）
- Dream Factory
- アニメ天国（特撮天国コーナー、2005年10月 - 2006年12月）
- 超!アニメ天国(2010年4月 - 12月 IMAJOのみ、第一回ゲスト：YOFFY)
- キングラン アニソン紅白（2009年12月31日、2010年12月31日、2011年12月31日）
- さんまのSUPERからくりTV（2010年4月11日 YOFFYのみ）
- 熱中スタジアム（2010年5月21日 YOFFYのみ）

## その他の活動
- 11eyes -罪と罰と贖いの少女- - 原作（18禁のPC版）で、IMAJOが主題歌のギターを担当。
- 超忍者隊イナズマ! - IMAJOが主題歌のギターを担当。
- FLY OUT! ULTIMATE DAIBOUKEN（『轟轟戦隊ボウケンジャー』挿入歌） - IMAJOがギターを担当[21]。
- アイドルマスター シンデレラガールズ - IMAJOが登場人物の1人・木村夏樹のギター演奏を担当[22]。
- 斉木楠雄のΨ難 - アニメ版の劇伴を担当。